# Sirwah (huyện)
Huyện Sirwah là một huyện thuộc tỉnh Ma'rib, Yemen. Đến thời điểm năm 2003, huyện này có dân số 19939 người